# Janina Babiańska
Janina Babiańska (ur. 24 czerwca 1925, zm. 15 listopada 2007) – polska „Sprawiedliwa wśród Narodów Świata”. 

## Życiorys
W trakcie II wojny światowej Janina Babiańska (z domu Daniłowicz) mieszkała na terenie wsi Lelerviskiai na terenie Komisariatu Rzeszy Wschód (dzisiejsza Litwa). Pochodziła z polskiej rodziny, wraz z którą pomagała Żydowi Silomowi Goldsteinowi i jego żonie Tamarze. Jej podopieczni uciekli z kowieńskiego getta, gdzie trwały masakry ludności żydowskiej na masową skalę i byli przez nią ukrywani w jej stodole od listopada 1943 r. przez okres następnych 7 miesięcy aż do zajęcia wsi przez Armię Czerwoną i wypędzenia Niemców.
1 września 1992 r. Instytut Jad Waszem uhonorował Janinę Babiańską medalem „Sprawiedliwy wśród Narodów Świata”.